# Rhinognatha strigalis
Rhinognatha strigalis är en fjärilsart som beskrevs av Louis Beethoven Prout. Rhinognatha strigalis ingår i släktet Rhinognatha och familjen nattflyn. Inga underarter finns listade.